# Daul Kim
Daul Kim (em coreano: 김 다울; Seul, 31 de maio de 1989 — Paris, 19 de novembro de 2009) foi uma modelo, pintora e blogueira sul-coreana. Ela cometeu suicídio aos 20 anos de idade.

## Carreira
Daul Kim nasceu em Seul, Coreia do Sul, em 31 de maio de 1989. Ela foi destaque regularmente em revistas como as britânicas Vogue, I-D e Dazed. Na Coreia do Sul, apareceu nas capas de várias revistas, como a edição sul-coreana da Vogue em agosto de 2007 e maio de 2008, e na versão regional da Harper's Bazaar em julho de 2008. Fez sua estreia na passarela internacional na Paris Fashion Week em 2007.
Karl Lagerfeld, Vivienne Westwood, Chanel S.A., Alexander McQueen e Christopher Kane estão entre os principais designers que consistentemente a utilizavam para mostrar suas coleções mais recentes. Ela também modelou para a Hennes & Mauritz e a GAP. Em 2008, foi nomeada "Modelo do Ano" pela revista Anan.
Ela apareceu também na série sul-coreana "Eu sou um modelo", no episódio 3. Em junho de 2009, apareceu nua na revista britânica I-D, o que provocou críticas na Coreia. Sua carreira estava se desenvolvendo quando se mudou para Paris em 2009, para modelar para a Next. Pouco antes de sua morte, ela havia aparecido na capa da revista australiana Russh, bem como em anúncios de vídeo para a Topshop, Richard Nicoll e a Chanel S.A..

## Vida pessoal
Daul Kim também foi uma artista plástica, e realizou uma exposição individual de suas obras de arte em Seul, em 2007. Ela colecionava garfos antigos e manteve um blog peculiar intitulado "I Like to Fork Myself ". Também era fã de Klaus Kinski e tinha seus filmes e obras completas. Ela tinha uma tatuagem de uma estrela no interior de sua mão esquerda.
Ela foi descoberta enforcada em seu apartamento em Paris, em 19 de novembro de 2009, aos 20 anos de idade. O Ministério Público de Paris encontrou uma nota de suicídio na cena do crime e descartou a sua morte como um homicídio. Kim tinha sofrido de solidão, insônia e depressão e se sentia frustrada com as exigências da indústria da moda por um longo tempo. Ela expressava seus pensamentos pessoais e questões em seu próprio blog e também manifestava-se através de suas pinturas. Às vezes evitava telefonemas de seus agentes porque se sentia sobrecarregada.
Já em 2007, apresentava sinais de angústia, auto-mutilação e pensamentos suicidas. Em abril daquele ano, ela postou em seu blog: "Eu estou indo esmagar minha cara... Minha vida como Daul é tão infeliz e solitária. Por favor, junte-se à minha solidão em outro mundo. Eu amo todos vocês. Daul", mas acrescentou mais tarde "ESTOU BRINCANDO. Estou bem. Apenas cansada". Ela admitiu que também se prejudicou algumas vezes. Em outubro de 2009, durante a New York Fashion Week, ela deixou um post em seu blog descrevendo-se como "louca, deprimida e com excesso de trabalho". Ela se tornou a nona celebridade sul-coreana a cometer suicídio em 2009. O último post de Daul incluiu uma canção intitulada "I Go Deep", de Jim Rivers. O post foi intitulado "Diga oi para sempre", e por baixo, ela escreveu "melhor faixa para sempre". Ela cometeu suicídio pouco depois.